# UGC 5336
|                                                                              |                               |
| Sternbild                                                                    | Großer Bär                    |
| Position (Äquinoktium: J2000.0)                                              |                               |
| Rektaszension                                                                | 9h 57m 32s                    |
| Deklination                                                                  | +69° 2' 45"                   |
| Erscheinungsbild                                                             |                               |
| Hubble-Typ                                                                   | Im                            |
| Scheinbare Helligkeit (visuell)                                              | +14,3 m                       |
| Scheinbare Helligkeit (B-Band)                                               |                               |
| Scheinbarer Durchmesser                                                      | 2,5' × 2'                     |
| Flächenhelligkeit                                                            | mag/arcmin2                   |
| Physikalische Daten                                                          |                               |
| Zugehörigkeit                                                                | M81-Gruppe, Virgo-Superhaufen |
| Entfernung                                                                   | 12,06 Millionen Lichtjahre    |
| Rotverschiebung                                                              | +0,000153 ± 0,000020          |
| Heliozentrische radiale Relativgeschwindigkeit                               | 46 ± 6 km/s                   |
| Absolute Helligkeit                                                          |                               |
| Absoluter Durchmesser                                                        | 10'000 Lichtjahre             |
| Masse                                                                        | Sonnenmassen                  |
| Katalogbezeichnungen                                                         |                               |
| UGC 5336, PGC 28757, MCG +12-10-012, DDO 66, KDG 62, Holmberg IX, Mailyan 48 |                               |

UGC 5336 (auch Holmberg IX) ist eine irreguläre Zwerggalaxie im Sternbild Großer Bär, die etwa 12 Millionen Lichtjahre von der Erde entfernt ist. Das Sternensystem ist ein Begleiter der größeren Spiralgalaxie Messier 81.

## Entdeckung
Die Galaxie UGC 5336 wurde in den 1950er Jahren vom schwedischen Astronomen Erik Bertil Holmberg entdeckt.